# Кавиенг
Кавиенг (англ. Kavieng) — город в Папуа — Новой Гвинее. Административный центр и крупнейший город провинции Новая Ирландия. Расположен на берегу залива Балгаи в северной оконечности острова Новая Ирландия. Население по данным на 2012 год составляет 19 849 человек; по данным переписи 2000 года оно насчитывало 11 560 человек.

## Инфраструктура
Кавиенг — основной порт Новой Ирландии, является торговым и туристическим центром. Окрестная акватория популярна среди дайверов как из-за естественных красот морского дна, так и благодаря многочисленным остовам кораблей, потопленных во времена боёв Второй мировой войны. Корпуса кораблей и сбитых самолётов лежат как на дне самого порта Кавиенг, так и в непосредственной близости от него.
Город обслуживается Кавиенгским аэропортом, откуда осуществляются ежедневные рейсы в Порт-Морсби. Аэропорт является конечным пунктом Болумински Хайвей, который соединяет Кавиенг и Наматанаи (протяжённость 193 км).
В Кавиенге расположены все службы и присутственные места, которые должны быть в центральном городе: местное самоуправление, магазины, отели (The Kavieng Hotel, The Malagan Beach Resort и Kavieng Club, располагающийся в здании бывшего колониального клуба), больница (терапевтическое, хирургическое и педиатрическое отделения) и еженедельный рынок. На окраине города на берегу глубокого залива располагаются протяжённые причалы, позволяющие порту принимать суда глубокой осадки непосредственно к берегу (основные продукты транспортировки — копра и нефть).
В наше время в Кавиенге бурно развивается туристическая индустрия. Высокое биоразнообразие Новой Ирландии позволяет заниматься дайвингом, сёрфингом и пешими походами (треккингом).
Из Кавиенга непосредственно видны многие острова архипелага, находящиеся между Новой Ирландией и Новым Ганновером, включая Нуса Лик, Нуса Лава и остров Нанго, на котором в 1960-х — 1980-х годах располагался завод по консервированию рыбы. Ныне на Нанго располагается новый центр изучения морских ресурсов Национального Центра Рыболовства Папуа — Новой Гинеи, открытие которого в июле 2009 года посетил лично Генерал-губернатор Папуа — Новой Гвинеи Полиас Матане.

## История
Побережье было закартировано голландскими исследователями в 1516 году, однако вплоть до основания немецкой колониальной администрацией города Кавиенг освоение не производилось. В то время как большая часть острова развивалась и богатела на основе плантаций копры, сам Кавиенг оставался маленьким поселением, население которого насчитывало менее 80 жителей. После Первой мировой войны Кавиенг как часть Папуа — Новой Гвинеи был передан под австралийское управление, что привело к высылке немецких миссионеров и конфискации всей немецкой собственности в городе.
Во время Второй мировой войны 21 января 1942 года был подвергнут массированной бомбардировке со стороны японских ВВС. Этой же ночью большая часть австралийских граждан была эвакуирована с Новой Ирландии. Японцы высадились и начали оккупацию острова 24 января. На протяжении следующих двух лет практически все европейцы, оставшиеся на острове, были убиты японцами. Адмирал Рюкиши Тамура отдал приказ расстрелять всех европейских заключённых тюрьмы Кавиенга в случае угрозы высадки союзников на территорию острова. Как минимум 23 из них были казнены в Кавиенге на причале Массакр в марте 1944 года, что позже стало основанием для возбуждения дела о военных преступлениях в отношении палачей. Ко времени, когда союзники овладели островом в 1945-м году, город Кавиенг был разрушен практически полностью.
Наследием времён японской оккупации и последующего вторжения союзников является большое количество различных памятников того времени на территории города, наиболее известным из которых является орудийная площадка в бункере неподалёку от Харбор-Роуд, откуда простреливалась вся акватория порта. Официально бункер закрыт для посещения, однако периодически посетители допускаются внутрь.